# عاريات الجانب
عاريات الجانب (الاسم العلمي:Nudipleura) هي أصنوفة عليا من الرخويات تتبع أصنوفة متباينات الخيشوم من طائفة بطنيات القدم.

## التصنيف
- أصنوفة عاريات الجانب
  -     - رتبة عاريات الخيشوم
      - رتيبة الدكسيارشيات
        - تحت رتبة متفرعات الخيشوم
          - فيلق الأيوليدينات
            - فصيلة الأيوليدية
              - جنس الأيوليدا